# 马勒塞布
马勒塞布（法語：Malesherbes，法語發音：[malzɛʁb]）是法国卢瓦雷省的一个旧市镇，位于该省东北部，属于皮蒂维耶区。马勒塞布已于2016年1月1日起和另外6个市镇合并为新市镇勒马勒塞布瓦（Le Malesherbois），并成为政府驻地。

## 地理
马勒塞布（48°17'47"N, 2°24'19"E）面积17.61 平方千米，位于法国中央-卢瓦尔河谷大区卢瓦雷省，该省份为法国中北部省份，北起埃松省，西北接厄尔-卢瓦省，西南接卢瓦-谢尔省，南至涅夫勒省和谢尔省，东临约讷省，东北接塞纳-马恩省。
与马勒塞布接壤的市镇（或旧市镇、城区）包括：布瓦涅维尔、库德赖。

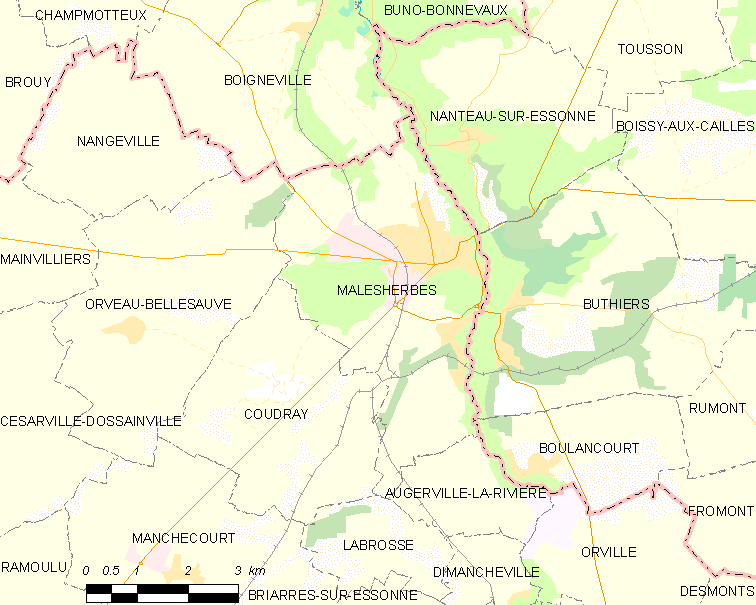
马勒塞布的OSM定位图

马勒塞布的时区为UTC+01:00、UTC+02:00（夏令时）。

## 行政
马勒塞布的邮政编码为45330、45300，INSEE市镇编码为45191。

## 政治
马勒塞布所属的省级选区为勒马勒塞布瓦县。

## 人口

1962-2008年间马勒塞布人口变化图示

马勒塞布于2018年1月1日时的人口数量为6089人。